# Włóczykij (film)
Włóczykij (wł. Accattone) – włoski dramat filmowy z 1961 roku w reżyserii Piera Paola Pasoliniego, będący jego pełnometrażowym debiutem. Zdjęcia kręcono w Rzymie. Asystentem Pasoliniego był przy tym filmie Bernardo Bertolucci.

## Fabuła
Jest to opowieść o rzymskich stręczycielach, prostytutkach i złodziejach. Życie prostych ludzi, w kontraście do okresu włoskiego cudu gospodarczego, gwałtownego rozwoju po II wojnie światowej.
Główny bohater Vittorio, zwany Accatone, to typowy „niebieski ptak”, który spędza czas z bandą koleżków, włócząc się po ulicach i próbując zarabiać jako sutener.